# Fin de vie d'un bateau

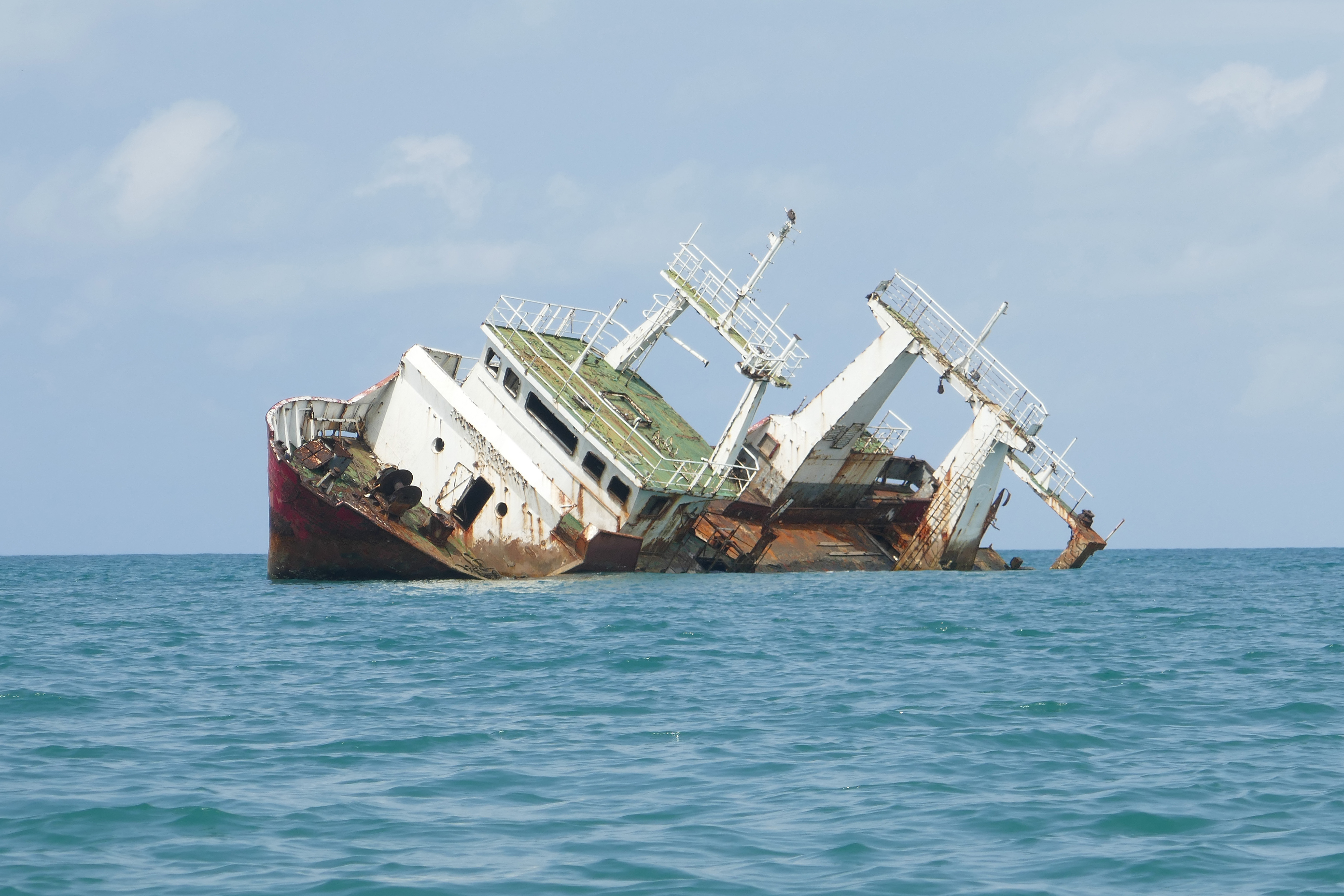
Épave d'un chalutier au nord de São Tomé (2019).

La fin de la vie d'un bateau désigne le moment où un bateau cesse d'être utilisé pour son but d'origine. Cela peut prendre la forme d'une destruction totale, d'un abandon, d'une conversion ou d'une autre utilisation ; certains navires sont au contraire préservés afin de témoigner d'un héritage culturel. Enfin, le navire peut continuer « d'exister » grâce à des reliques ou des représentations.

## Causes de la fin de vie

### Fortunes de mer
Une fortune de mer désigne un accident survenant à un bateau pendant son exploitation, dû à la mer ou au vent. Ainsi, l'effet de grandes vagues peut créer des dégâts tels que la structure du navire est menacée de rompre ; une vague scélérate à elle seule peut compromettre la sécurité du navire. Les deux risques principaux sont la rupture de la structure et le chavirement. La rupture de la structure guette les vieux navires où la corrosion a réduit la résistance de la charpente, et les navires disposant de grands espaces soumis à de fortes contraintes, comme les cales des vraquiers. Dans le cas de rupture de la structure, le naufrage peut survenir très rapidement.
Le chavirement est un risque en particulier pour les voiliers (qui subissent plus l'influence du vent), les navires fins dotés d'une faible stabilité latérale, et les navires disposant de grands espaces de pont ou de grandes citernes et sensibles à l'effet de carène liquide, comme sur les rouliers.

### Accidents

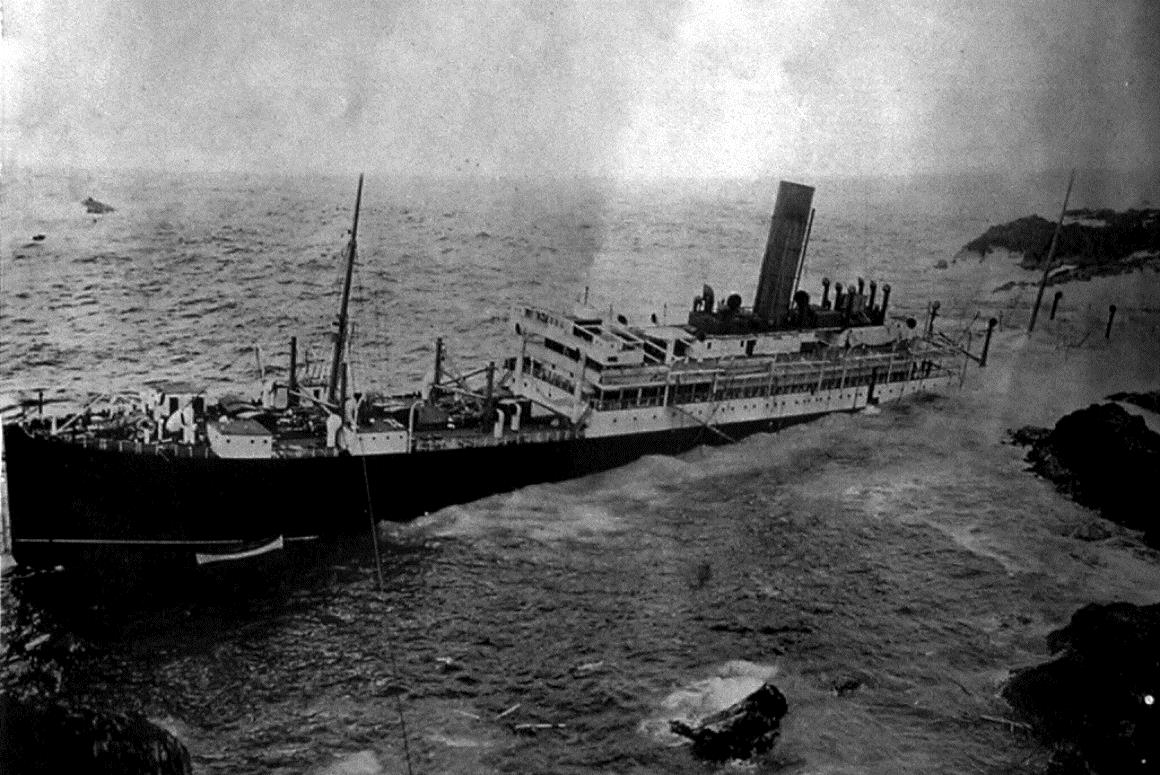
Le RMS Slavonia de la Cunard Line échoué aux Açores le 10 juin 1909.

Les accidents en mer peuvent résulter :
- d'un incendie, qui peut alors s'étendre très rapidement en raison du confinement de la structure (notamment dans les superstructures), et devient difficile à éteindre puisque l'équipage peut être réduit, l'assistance peut être trop lointaine si le navire est en mer, et, dans le cas de navires cargo, si les matériaux transportés sont inflammables (pétrole, produits chimiques...). Les vapeurs de liquides volatils peuvent aussi devenir explosives.
- d'une collision entre deux bateaux, ou entre un bateau et une structure fixe (plate-forme pétrolière, iceberg...) ; cette collision peut provenir d'une panne d'un système de navigation, d'un problème de communication, de mauvaises conditions météorologiques ou d'une erreur humaine. Suivant la vitesse du choc, les dégâts peuvent aller du froissement de tôles à une voie d'eau grave (on pense au Titanic).
- d'un échouement, contact involontaire avec le fond. Les dégâts peuvent être plus grands que ceux d'une collision, car situés sous la ligne de flottaison.
- d'avaries à bord : une panne dans la salle des machines peut mener à un échouement ou à une collision, un ripage de la cargaison à un chavirement, une panne du système de ventilation, à une accumulation de gaz, etc.

### Vieillissement

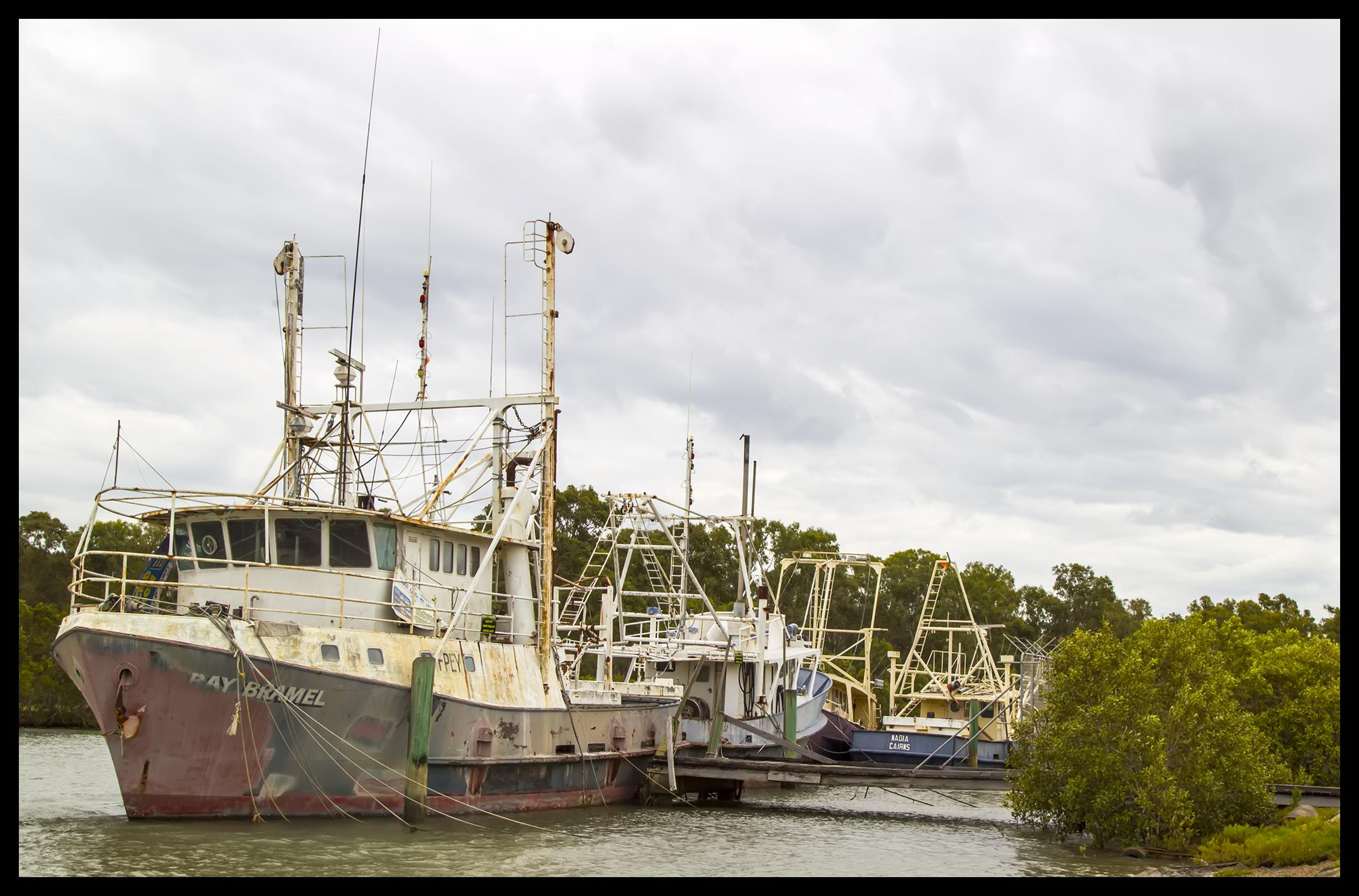
Des chalutiers rouillant sur place à Shorncliffe, dans le Queensland.

S'il est probable qu'un bateau connaisse quelques avaries mineures au cours de sa vie, les avaries majeures susceptibles d'entraîner la perte totale du navire ne sont pas si nombreuses. La fin de l'utilisation d'un navire est plus souvent due à son vieillissement, en particulier celui de la structure. La coque est protégée par un antifouling sur les œuvres vives et par des couches de peinture sur les œuvres mortes ; mais la dureté de l'environnement marin (sel, embruns, chocs...) entraîne tout de même un vieillissement de la structure en quelques dizaines d'années.
Selon le matériau utilisé, le vieillissement prend diverses formes. Sur les grandes structures en acier, la corrosion entraîne un amincissement des parois et des renforts et la « mise à la retraite du navire » est décidée par une société de classification lors d'inspections. Les coques en aluminium ne sont soumises qu'à la corrosion électrolytique mais souffrent plus de la fatigue avec la répétition des chocs. Les coques en plastique sont soumises au risque d'osmose, tandis que les matériaux composites sont plutôt réservés aux bateaux rapides et légers, ne devant pas subir de contraintes trop importantes. Enfin, le bois doit être entretenu en permanence, sinon il pourrit ou est attaqué par les tarets.

### Fin d'exploitation
Dans le cas d'un navire de commerce, une cause courante de la fin d'exploitation est le manque de rentabilité, par exemple quand les machines du navire consomment trop et rendent les frais d'exploitations trop élevés. Le changement de conjoncture économique entraîne aussi le retrait de certaines unités spécialisées, comme les pétroliers géants à la suite de la crise pétrolière de 1973. La baisse de la demande ou la création de nouvelles demandes conduit à des transformations de navires (comme les conversions de transatlantiques en navires de croisières dans les années 1970-1980).
Le cas des navires de guerre est similaire, lorsque leurs armements et équipements deviennent obsolètes face aux avancées technologiques ; pendant la Guerre froide, l'escalade et la course aux armements a rendu certaines unités obsolètes en quelques années, conduisant de nombreuses conversions. Les bateaux de course peuvent être soumis à un rythme encore plus intense : pour les courses les plus avancées technologiquement comme la Volvo Ocean Race ou la Coupe de l'America, les voiliers de l'édition précédente peuvent parfois servir de bateaux d'entraînement pour les équipes les moins fortunées, mais passent souvent leur vie au port ou à sec dans l'attente d'un improbable acheteur.

## Préservation

### Histoire
La préservation ou sauvegarde d'un bateau consiste à prévenir son vieillissement et à le maintenir en état, sinon de naviguer, du moins de rester à flot.
Du temps de la marine en bois, un navire subissait un premier radoub au bout de cinq à sept ans de navigation ; celui-ci consistait en son carénage, c'est-à-dire son calfatage. Dix ou douze ans après sa sortie des chantiers, il subissait une refonte, ou « grand radoub », qui consistait à renouveler les parties principales qu'il fallait remplacer. Un navire était amorti au bout de dix ans. Le temps qu'il restait à flot au-delà de cette période était bénéfice. Quinze ans après la sortie des chantiers, le navire la plupart du temps trop dégradé était démoli.
La première motivation qui poussait à maintenir un navire bien au-delà de la première apparition des signes de sa décomposition, était probablement la rareté de certains bois tors, notamment les courbes, surtout lorsqu'une guerre empêchait d'aller s'approvisionner à l'étranger. Beaucoup de flottes n'était menaçante que d'apparence, rongées qu'elles étaient par la pourriture sèche. Certaines flottes étaient condamnées avant même d'avoir été mises à l'eau, à cause de choix malheureux préjudiciables à la conservation sur chantier des bois de marine. Un bateau devenu incapable de résister aux sollicitation violentes de la mer ou des combats, pouvait connaître une retraite dégradante comme bâtiment de servitude (ponton). Certains navires ont été rasés et réarmés. D'autres motivations ont pu entrer en jeu dans la préservation plus poussée et fonctionnelle d'un navire :
- conservation d'un navire de guerre comme mémorial d'une bataille ou comme fierté nationale;
- conservation d'un navire ayant des caractéristiques techniques exceptionnelles, à cause de son grand âge ou de sa rareté, comme le dernier d'un type donné;
- conservation pour des raisons sentimentales et / ou esthétiques, notamment pour les grands yachts, les voiliers de croisière et les grands voiliers, etc.

Le plus souvent, la conservation résulte d'une combinaison de ces facteurs. Le bateau peut être conservé en état de naviguer, ou immobile ; dans ce dernier cas, il peut être à flot ou à terre ; dans ce cas, il peut être en plein air ou abrité, par exemple dans un musée.

La conservation de navires n'a commencé véritablement que dans la 2e moitié du XXe siècle ; auparavant, les vieux navires étaient simplement détruits ou abandonnés, avec quelques rares exceptions. La plus ancienne préservation connue est celle du Golden Hind de Francis Drake, à la suite de son tour du monde de 1577 à 1580. À son retour, à la suite de son anoblissement, son navire fut mis en cale sèche pour commémorer l'exploit, et ouvert aux visiteurs en tant que navire musée. L'absence de fonds entraîna son abandon et sa destruction. D'autres petits bateaux du XVIIIe siècle ont été conservés, notamment en Angleterre.

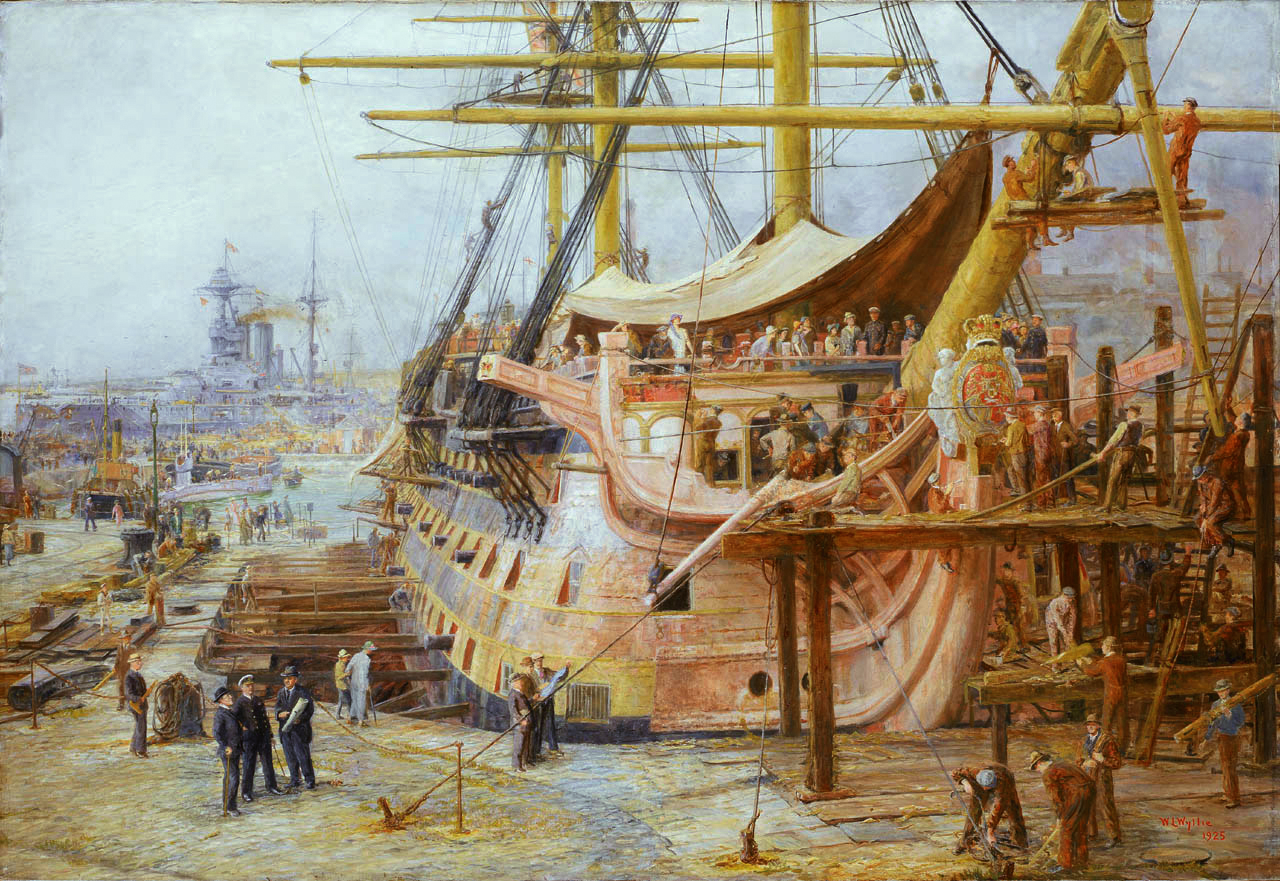
Le Victory en cours de restauration, tableau de William Lionel Wyllie (1925).

Le HMS Victory est un exemple de navire célèbre dont on a voulu conserver la personnalité. Il fut navire amiral de Nelson à la bataille de Trafalgar et ce dernier y mourut dans la bataille. Sa construction a commencé à Chatham, en 1759; il est lancé en 1765, ayant coûté 63 174 £, sa coque, ses mâts et le chantier en ayant nécessité 54 748 £. Avant de prendre la mer en tant que navire amiral de Keppel en 1778, ses réparations avaient déjà coûté 13 297 £. Il a quarante ans à Trafalgar et son coût total atteint les 251 981 £. Dix ans plus tard, après son service en tant que navire amiral de la Baltique, le coût total s'élève alors à 371 922 £. Outre les petites réparations et aménagements habituels, il subit trois grandes réparations, en 1787, 1800 et 1814. Il se détériore petit à petit. En 1908, alors qu'il était en mauvais état, le HMS Neptune entre en collision avec lui, et le roi Édouard VII le fait réparer. Début XXe siècle, il s'est avéré qu'il était dans un état dangereux et, après réparation (à la suite d'un appel public aux dons et la création d'une association dédiée), il est mis en cale sèche le 12 janvier 1922, à Portsmouth pour être préservé; ses différentes parties sont remplacées (les mâts par des mâts d'acier, les boiseries, les canons par des répliques). Moins de 10 % du navire d'origine se retrouve dans l'actuel.

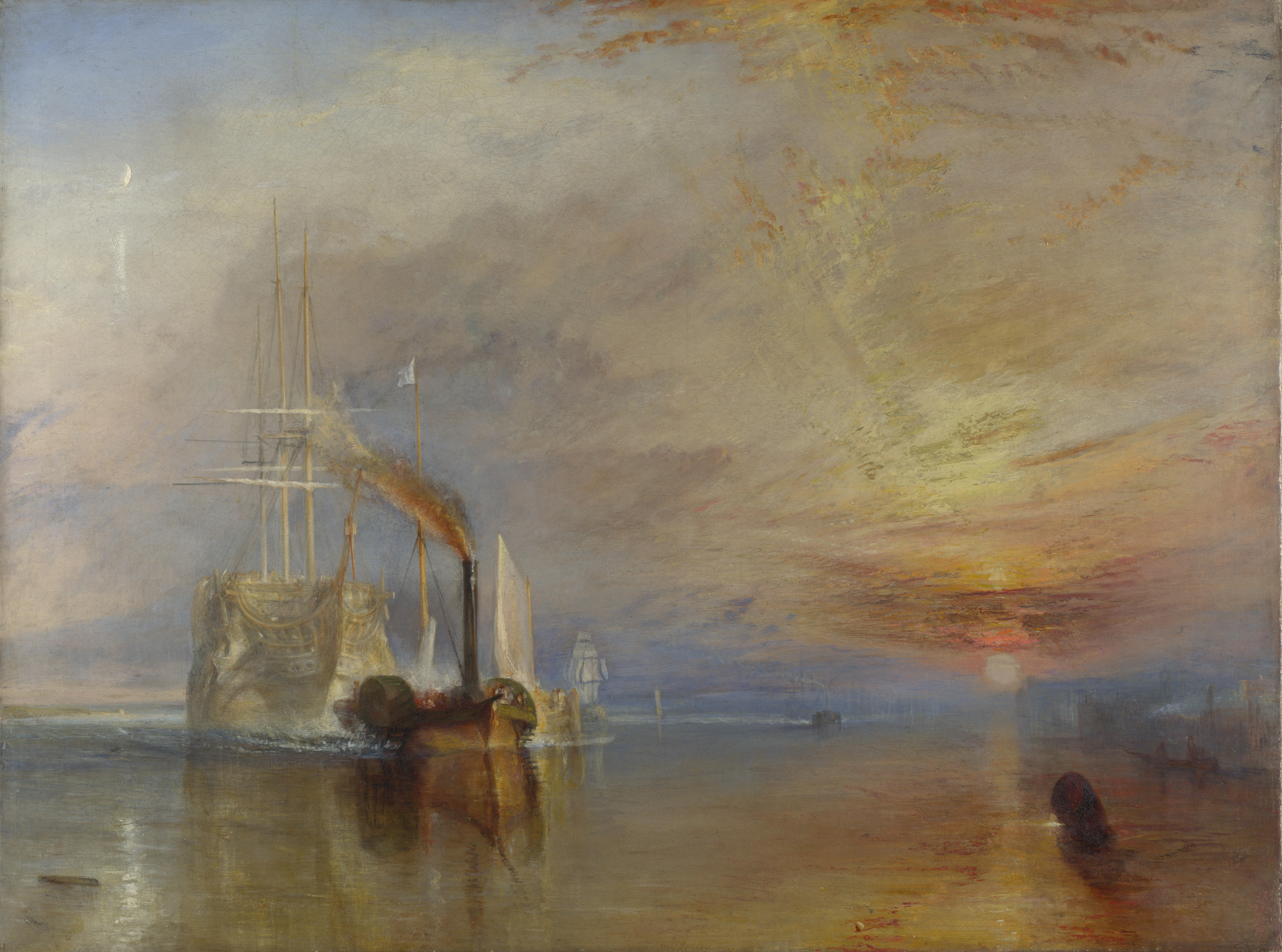
Le Dernier Voyage du Téméraire par William Turner (1838).

Le HMS Temeraire de 1798, n'a pas la même chance, ayant lui aussi participé à Trafalgar. Il transformé en « ponton » à partir de 1812, plus tard en baraquement, pour être finalement démonté en 1838. Le Dernier Voyage du Téméraire, peinture à l'huile sur toile réalisée en 1838 par Turner, rend compte de cet triste épisode. Une partie de son bois est transformée en mobilier.
L'USS Constitution, autorisé par le Naval Act of 1794, construit en 1797 et préservé jusqu'à nos jours, est le plus vieux navire au monde à naviguer encore (4% des bois du navire sont d'origine).

### Débats
Le débat est toujours d'actualité à propos du remplacement des parties d'un navire, pour le conserver (problème décrit par le bateau de Thésée). Si le bateau doit continuer à naviguer, certaines pièces devront inévitablement être remplacées, comme sur un navire en exploitation. Une autre question a trait à l'ajout d'équipements plus modernes afin d'assurer la sécurité (radar, système propulsif...), qui peuvent dénaturer l'apparence ou « l'esprit » du bateau.
La plupart des efforts effectués en vue de conserver un bateau sont d'origine privée, par la constitution d'associations, et parfois grâce à l'enthousiasme d'une seule personne : ainsi, le Cutty Sark a dû sa conservation à son rachat par le Capitaine Wilfred Dowman et à son entretien par Frank Carr, directeur du National Maritime Museum de Londres dans les années 1940. Les années 1960 et 1970 ont vu une plus grande implication des organismes publics, que ce soit pour mobiliser l'opinion publique ou pour une levée de fonds. Quand les navires restent à quai ou au sec, ils servent souvent de musées afin de rapporter un peu d'argent ; peu sont rentables.
Si des subventions publiques sont allouées, l'organisme distribuant les fonds définit souvent certains critères permettant d'établir si le bateau est « historique » ou non, puisque c'est la principale raison d'une conservation. Ces critères aident à canaliser les très nombreuses demandes d'aides financières mais ont tendance à négliger les bateaux d'importance locale au profit des navires de guerre qui ont souvent une importance nationale.

## Conversions et réutilisations
La conversion d'un bateau ( par exemple de navire de ligne a navire de guerre )permet de le réutiliser, que ce soit pour son but premier ou dans une tout autre utilisation. Les conversions peuvent être réparties en trois catégories : conversions pour continuer la navigation ; conversions en temps de guerre ; conversions à des fins de loisirs ou culturelles (sans qu'il ne s'agisse de restauration), ce qui inclut les conversions afin de servir de logement, sur l'eau ou à terre.

### Poursuivre la navigation
La conversion la plus simple est le remplacement ou l'ajout d'équipements, très souvent sur l'appareil propulsif ; cette conversion était courante lors de l'arrivée des bateaux à vapeur afin de rendre les anciens voiliers compétitifs. La tendance s'est inversée récemment avec un regain d'intérêt pour les paquebots à voile (on peut également citer le Rainbow Warrior, à l'origine un navire de pêche). Entre les années 1950 et 1970, les conversions impliquaient un transfert de la turbine à vapeur au moteur Diesel. Une conversion courante pour les navires marchands est le retrait de l'appareil moteur afin de les transformer en barges pouvant être remorquée. Les bateaux de croisière sont souvent rallongés, par l'ajout d'un pont ou même par un agrandissement de la longueur, en ajoutant une section au milieu.
Les conversions peuvent aussi servir à changer radicalement le but du navire : le paquebot géant Great Eastern, pas assez rentable, fut converti en câblier pour la pose de câbles transatlantiques ; de nombreux remorqueurs actuels sont convertis en navires offshore en liaison avec les plates-formes pétrolières ; l'industrie pétrolière a pu convertir des chalutiers et des cargos, alors que d'anciens pétroliers ont été convertis en heavy-lifts semi-submersibles. Il est aussi courant de voir des chalutiers transformés en bateaux de patrouille des pêches.
Certaines conversions sont plus étonnantes : ainsi, le vapeur Courier eut sa machine remplacée en 1818 après un grave accident sur son sister-ship le Telegraph : la machine à vapeur fut remplacée par une roue de 6 mètres de diamètre dans laquelle six chevaux marchaient, entraînant une roue à aubes.

### En temps de guerre

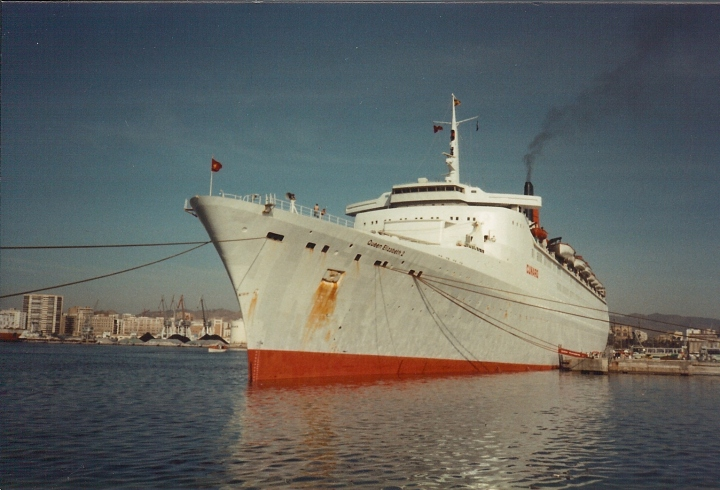
Le Queen Elizabeth 2 converti en transport de troupes durant la guerre des Malouines.

Lors d'une guerre, la plupart des États peuvent réquisitionner la marine marchande afin de soutenir l'effort de guerre, ce qui se fait depuis le Moyen Âge. À cette époque, il s'agissait surtout d'ajouter quelques fortifications à l'avant et à l'arrière, et d'embarquer de nombreux soldats (les navires, même marchands, étaient généralement armés). Alors que les navires de guerre sont devenus davantage spécialisés depuis le XIXe siècle, les conversions ont concerné principalement les liners et les paquebots afin de les transformer en transports de troupe et de ravitaillement, ou en navires-hôpitaux (comme le Britannic). L'exemple le plus récent est le Queen Elizabeth 2 durant la guerre des Malouines en 1982.
Les transformations les plus spectaculaires ont eu lieu lors des Première et Seconde Guerres mondiales. Durant les années 1880 déjà, la Royal Navy payait les armateurs de rapides liners afin qu'ils puissent être utilisés en cas de guerre : ils incluaient des supports pour d'éventuels canons. Lors d'un conflit, ils comptaient sur leur vitesse plus que sur leur blindage pour s'échapper. D'autres furent convertis en porte-avions, le premier étant vraisemblablement le Campania de 1893. La pratique devint courante lors de la Seconde Guerre mondiale avec l'ajout d'un pont d'envol sur certains pétroliers et vraquiers, et pendant la guerre des Malouines avec le porte-conteneurs Astronomer qui transporta des Harriers.
Certains navires, souvent prêts pour la casse, ont aussi été « maquillés » en navires de guerre afin de simuler la présence d'un bâtiment à un endroit pour leurrer l'ennemi. La conversion la plus spectaculaire dans ce sens est celle du vapeur SS Mamari néozélandais, transformé afin de ressembler au porte-avions HMS Hermes : ses superstructures furent enlevées et un faux pont d'envol ajouté afin de faire croire une fausse position aux Allemands en 1939.

### Culture, loisirs, logement
Les conversions à des fins de loisirs concernent principalement les paquebots : si ceux-ci sont maintenant construits spécifiquement pour la croisière, les liners des années 1920 durent être transformés dans ce but, en particulier après la crise de 1929, et avec la concurrence des vols transatlantiques dans les années 1960. Les conversions étaient principalement des ajouts de confort (liquides volatils, salles de bain...). De plus petits bateaux sont aussi convertis, par exemple en bateaux de croisière fluviale ou en restaurants sur l'eau (voire en bars ou en boîtes de nuit), notamment dans les grandes villes fluviales. Les contraintes financières dues à l'entretien sont souvent compensées par l'attrait de la nouveauté que le bateau suggère.
D'autres bateaux ont été utilisés à des fins culturelles : le Thelka, amarré à Bristol, est un théâtre ; la compagnie Walk the Planks Theatre utilise un ancien ferry norvégien pour ses tournées ; des péniches ont été utilisées comme galeries d'art, et au moins un navire, le Doulos, est devenu une librairie sillonnant le monde. Enfin, l'utilisation comme logement est assez fréquente pour les péniches dont les cales spacieuses et le fond plat se prêtent bien à une telle utilisation. En enlevant le moteur et en l'amarrant de façon permanente, l'espace est encore augmenté. D'autres bateaux ont été amenés à terre, par exemple pour servir de toit (comme cité dans David Copperfield de Charles Dickens). Les pêcheurs de Brighton coupaient un vieux bateau de pêche en deux, puis érigeaient les deux parties verticalement afin de servir de rangement pour leurs filets.

## Fins de vie

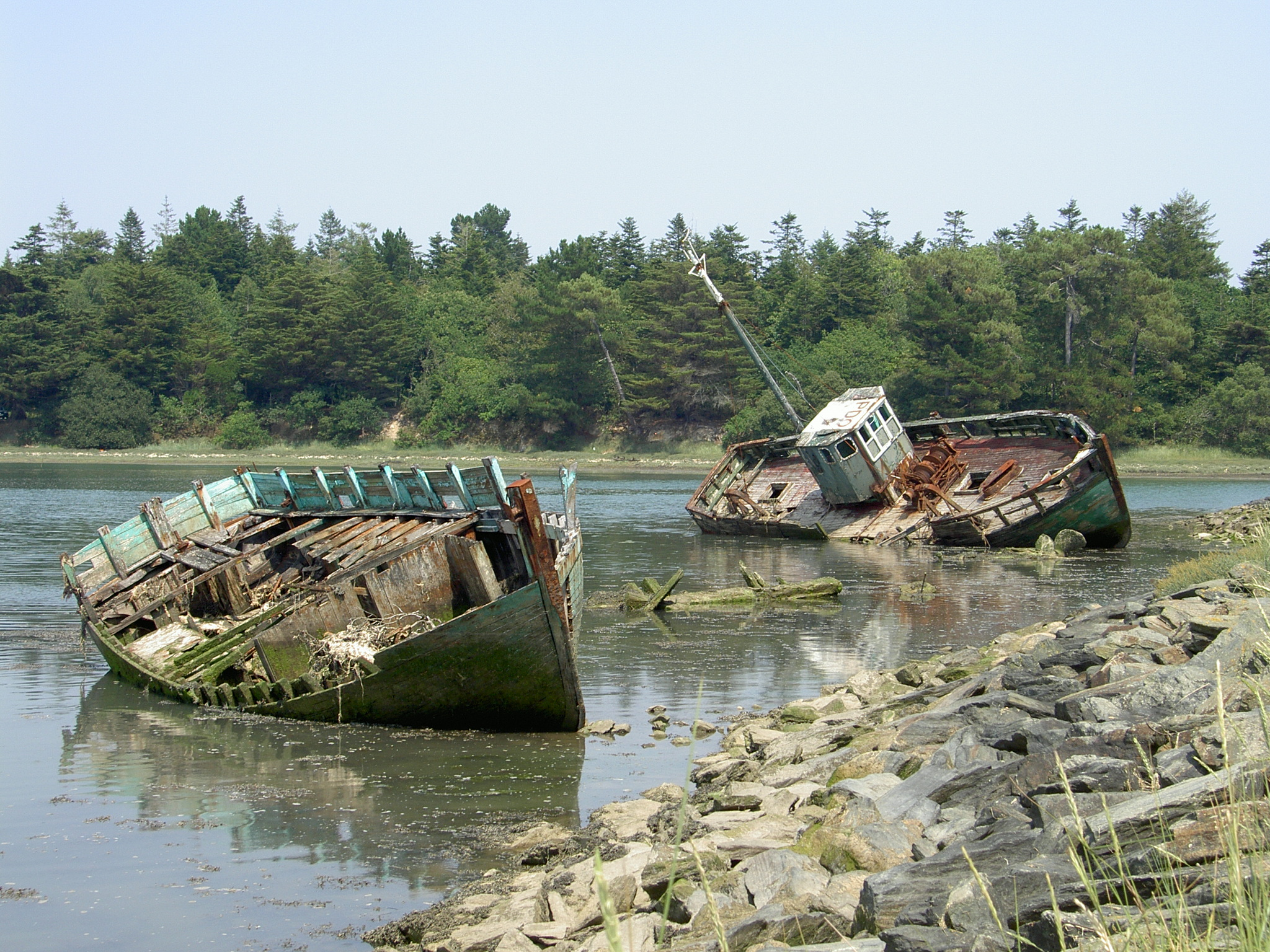
Cimetière de bateaux dans le Finistère

Une fin de vie courante pour les bateaux en bois de faible tonnage est l'abandon dans un cimetière de bateaux. Les pièces de valeur, comme les métaux de l'accastillage, sont démontés avant l'abandon de la coque du navire sur une grève ou une vasière en bord de fleuve, où la mer ronge lentement les carcasses couchées sur le flanc pendant plusieurs dizaines d'années.